# Greg Chappell
Pour les articles homonymes, voir Chappell (homonymie).
Gregory Stephen Chappell (né le 7 août 1948), communément appelé Greg Chappell, est un ancien joueur de cricket australien. Il a disputé son premier test pour l'équipe d'Australie en 1970 et a participé au premier One-day International de l'histoire du cricket, en 1971.

## Biographie
Il est considéré comme l'un des meilleurs batteurs qu'ait connu l'Australie. Il fut également capitaine de la sélection.
Ses frères Ian et Trevor étaient eux aussi internationaux australiens de cricket, comme leur grand-père Vic Richardson.
Chappell fit partie des joueurs qui rejoignirent la World Series Cricket. Il retrouva la sélection australienne et le capitanat à la dissolution de cette compétition officieuse.
Il fut l'entraîneur de l'équipe d'Inde de cricket de 2005 à 2007.

## Équipes
- Queensland
- Australie-Méridionale
- Somerset

## Honneurs
- Un de cinq Wisden Cricketers of the Year de l'année 1973.
- Membre de l'Australian Cricket Hall of Fame depuis 2002.
- Membre de l'ICC Cricket Hall of Fame depuis 2009 (membre inaugural).

## Sélections
- 87 sélections en test cricket de 1970 à 1984
- 74 sélections en ODI de 1971 à 1983